# Centrale nucleare di Mühleberg
La centrale nucleare di Mühleberg (in tedesco Kernkraftwerk Mühleberg, abbreviato in KKM) si trova nel comune di Mühleberg (canton Berna, Svizzera), a circa 14 km a ovest della città di Berna e a circa 2 km a nord del villaggio e vicino all'omonima centrale idroelettrica. È gestita dalla BKW FMB Energie SA (BKW); dal 20 dicembre 2019 non produce più energia elettrica ed è iniziata la procedura per la sua dismissione.
Possiede un reattore ad acqua bollente (BWR IV) fornito dalla General Electric con una potenza termica di 1097 MW ed una elettrica netta di 373 MW. Viene raffreddato attingendo direttamente all'acqua del fiume Aar. La costruzione iniziò nel 1967 e venne messo in esercizio nel 1972.

## Misure di sicurezza
Soprattutto negli anni novanta la centrale di Mühleberg ha subito numerosi ritocchi per il miglioramento del livello di sicurezza e la sostituzione di alcune componenti usurate.
Nel 1989 è stato inaugurato l'edificio del SUSAN (Spezielle Unabhängige System zur Abfuhr der Nachzerfallswärme), un sistema di sicurezza contenuto in un bunker parzialmente interrato che assicura uno spegnimento del reattore in caso di incidenti estremi come collisioni aeree o il cedimento contemporaneo delle dighe poste a monte della centrale con la conseguente sommersione della struttura.
La centrale dispone di un deposito intermedio per il combustibile esausto la cui capacità dovrebbe bastare fino al 2022.
Fonte di preoccupazione sono invece la formazione a partire dagli anni novanta di alcune crepe nell'involucro del nucleo dovute alla corrosione del materiale da parte dell'acqua di raffreddamento. Nonostante le misure applicate (rinforzi all'involucro, additivi chimici nell'acqua), le crepe si sono allungate di anno in anno. Le più lunghe sono comunque circa un terzo del limite massimo di sicurezza e si prevede che la metà di questo valore non sarà raggiunto prima del 2012. Le crepe sono comunque sotto stretto controllo e nuove misure chimiche per la loro stabilizzazione sono in corso.
Attualmente la centrale di Mühleberg dispone delle seguenti misure di sicurezza principali:
- doppio contenimento del reattore a soppressione di pressione Mark I. Il primo consiste in un drywell in acciaio e cemento armato, inoltre da un toro con 2000 m³ d'acqua. Il secondo dall'edificio in cemento armato dallo spessore di 60 cm;
- cinque sistemi ridondanti di raffreddamento d'emergenza del nucleo in caso di perdita del liquido di raffreddamento (doppio CS, doppio ALPS, doppio RCIC, ADS e PRV);
- quadrupla capacità per rimozione del calore residuo dal toro (doppio TCS e doppio STCS).
- possibilità di utilizzare fonti d'acqua esterne.

L'ultimo rapporto della Ispettorato federale della sicurezza nucleare (IFSN) confermava l'abilità della centrale di operare in sicurezza almeno fino al 2012, anno di scadenza della licenza. Intenzione della KKM era di chiederne il prolungamento fino al 2032 apportando i dovuti ammodernamenti.

## Progetti di sostituzione e chiusura definitiva
Le società Nordostschweizerische Kraftwerke AG (NOK), Centralschweizerische Kraftwerke AG (CKW) e BKW FMB Energie SA (BKW) strinsero un partenariato avente come scopo la tempestiva pianificazione e realizzazione delle centrali nucleari di sostituzione di Beznau e di Mühleberg. Il 4 dicembre 2008, la nuova nata Ersatz Kernkraftwerk Mühleberg AG (EKKM), affiliata di BKW, NOK e CKW, inoltrò al Consiglio Federale una domanda per la concessione dell'autorizzazione di massima per la costruzione e l'esercizio della centrale nucleare di sostituzione di Mühleberg. Questo progetto non ebbe seguito a causa della mutata strategia nazionale sull'energia nucleare.
Il 20 dicembre 2019 la centrale di Mühleberg è stata disconnessa dalla rete e gradualmente spenta; il suo completo smantellamento è previsto entro il 2034, mentre il finanziamento dei costi dell'operazione, che a febbraio 2020 risultano coperti all'80%, sarà realizzato in 100 anni.

## Eventi nucleari
Fino a giugno 2008 alla centrale nucleare di Mühleberg non si è verificato nessun evento operativo (INES livello 2 o maggiore).
| Anno   | Livello INES | Livello INES | Livello INES | Livello INES | Livello INES | Livello INES | Livello INES | Livello INES | Totale |
| ------ | ------------ | ------------ | ------------ | ------------ | ------------ | ------------ | ------------ | ------------ | ------ |
| Anno   | 0            | 1            | 2            | 3            | 4            | 5            | 6            | 7            | Totale |
| 2008   | 0            | 0            | 0            | 0            | 0            | 0            | 0            | 0            | 0      |
| 2007   | 1            | 0            | 0            | 0            | 0            | 0            | 0            | 0            | 1      |
| 2006   | 2            | 0            | 0            | 0            | 0            | 0            | 0            | 0            | 2      |
| 2005   | 1            | 0            | 0            | 0            | 0            | 0            | 0            | 0            | 1      |
| 2004   | 1            | 0            | 0            | 0            | 0            | 0            | 0            | 0            | 1      |
| 2003   | 4            | 0            | 0            | 0            | 0            | 0            | 0            | 0            | 4      |
| 2002   | 2            | 0            | 0            | 0            | 0            | 0            | 0            | 0            | 2      |
| 2001   | 1            | 0            | 0            | 0            | 0            | 0            | 0            | 0            | 1      |
| 2000   | 0            | 0            | 0            | 0            | 0            | 0            | 0            | 0            | 0      |
| 1999   | 3            | 0            | 0            | 0            | 0            | 0            | 0            | 0            | 3      |
| 1998   | 0            | 1            | 0            | 0            | 0            | 0            | 0            | 0            | 1      |
| 1997   | 3            | 0            | 0            | 0            | 0            | 0            | 0            | 0            | 3      |
| 1996   | 2            | 0            | 0            | 0            | 0            | 0            | 0            | 0            | 2      |
| 1995   | 1            | 0            | 0            | 0            | 0            | 0            | 0            | 0            | 1      |
| Totale | 21           | 1            | 0            | 0            | 0            | 0            | 0            | 0            | 22     |

## Cronologia
Alcuni tappe significative nella storia della centrale nucleare di Mühleberg:
| 21 luglio 1965   | Autorizzazione di sito                                       |
| 21 marzo 1967    | Prima autorizzazione di costruzione parziale                 |
| 7 marzo 1968     | Seconda autorizzazione di costruzione parziale               |
| 6 novembre 1972  | Avvio dell'esercizio commerciale                             |
| 28 novembre 1998 | Rinnovo della licenza d'esercizio fino al 31 dicembre 2012   |
| 21 dicembre 2009 | Ottenimento di una licenza d'esercizio a tempo indeterminato |
| 20 dicembre 2019 | Disconnessione dalla rete ed inizio della dismissione        |

## Caratteristiche dei reattori
| Unità     | Tipo | Potenza elettrica netta | Potenza elettrica lorda | Inizio costruzione | Raggiungimento criticità | Allacciamento alla rete | Inizio esercizio commerciale | Chiusura  |
| --------- | ---- | ----------------------- | ----------------------- | ------------------ | ------------------------ | ----------------------- | ---------------------------- | --------- |
| Mühleberg | BWR  | 373 MW                  | 390 MW                  | mar. 1967          | mar. 1971                | lug. 1971               | nov. 1972                    | dic. 2019 |

Nel corso degli anni la potenza elettrica netta generata dai due reattori è stata migliorata più volte: fino al 23 marzo 1993 è stata di 320 MW, successivamente portata a 336 MW fino all'11 novembre 1993, quando è stata innalzata a 373 MW.